# Paracentromedon
Paracentromedon är ett släkte av kräftdjur. Paracentromedon ingår i familjen Lysianassidae.
Kladogram enligt Catalogue of Life:
| Paracentromedon | \| \| Paracentromedon manene \| \| \| \| \| \| Paracentromedon matikuku \| \| \| \| \| \| Paracentromedon whero \| \| \| \| |
|                 | \| \| Paracentromedon manene \| \| \| \| \| \| Paracentromedon matikuku \| \| \| \| \| \| Paracentromedon whero \| \| \| \| |
|                 | Paracentromedon manene |
|                 | |
|                 | Paracentromedon matikuku |
|                 | |
|                 | Paracentromedon whero |
|                 | |